# Пачев Роман Васильович
Роман Пачев (нар. 10 вересня 1987, Велика Михайлівка, Одеська область) — український футболіст, номінальний захисник, граючий тренер збірної України з пляжного футболу. Майстер спорту міжнародного класу з пляжного футболу.
Почав заняття спортом у 8 років у команді «Атлетик» смт Велика Михайлівка під керівництвом тренера Григорія Балакана. З цією командою ставав чемпіоном району та Одеської області. Був гравцем дитячої збірної Одещини (тренер Олександр Каплун) на міжобласних турнірах. У віці 12—13 років пробував себе на тренуваннях спортивних шкіл Шахтар (Донецьк), Дніпро (Дніпропетровськ), Чорноморець (Одеса). Зрештою пристав на пропозицію О. Каплуна грати за юнацьку команду з Чорноморська. В складі «Іллічівця» Чемпіон України серед юнаків 1987 р.н., срібний призер Ліги «U-19», неодноразово чемпіон міста. В сезоні 2005—2006 захищає кольори одеського «Локомотива». У 2003—2006 роках у дитячо-юнацькій лізі провів 53 гри (46 в основі), забив 8 голів.

## Професіональний футбол
Чорноморський «Іллічівець» у 2006 році претендував на участь у другій лізі українського чемпіонату з «великого» футболу, проте з причини фінансової скрути був розформований. Одночасно для футболістів, і втому числі Романа Пачева, з'явилась можливість виступу за футзальну та пляжну команди футбольного клубу «Старт». За умовами контракту, футболісти по завершенню футзального сезону переходили на пісок і продовжували виступи за клуб у чемпіонаті АПФУ.

### Футзал
У 2006—2008 роках виступав у 1-й лізі Чемпіонату України з мініфутболу, провів 31 матч в основі «Старту», граючи на позиції захисника відзначився 9 голами. Разом з командою змагався на перших етапах Кубка України з футзалу. Став переможцем Першої ліги у 2008 році. Однак з економічних міркувань у Вищу лігу команда не піднялась.
У сезоні 2012—2013 повернувся у футзал, зігравши сім матчів за найстарішу команду чемпіонату «Київ-НПУ». Посів у складі «педагогів» четверте місце в групі Б Першої ліги (з шести команд). У семи матчах відзначився чотирма голами.

### Пляжний футбол
З 2006 року в складі Чорноморського «Старту» брав участь у чемпіонаті України, щороку боровся за найвищі нагороди чемпіонату в Суперфіналі змагань. В 2009 році став граючим тренером фактично юніорської команди (склад 1990—1991 р.н.) «Старт». У 2011 році віцечемпіон країни в складі київського клубу «Майндшер».
2009 року запрошений до складу збірної команди України на чемпіонат Європи-відбірковий турнір УЄФА до чемпіонату світу з пляжного футболу. Став наймолодшим гравцем збірної, одним з небагатьох не-киян у її складі. Зіграв у всіх матчах групового етапу змагань. На стадії 1/8 фіналу українці програли збірній Франції. Однак Роман Пачев заслужив довіру тренера та команди, став постійним учасником тренувань і матчів збірної. Чемпіон Європи 2010, учасник чемпіонату світу 2011 (відзначився голом у ворота збірної Японії) та інших турнірів.
У сезоні 2013 року виступав одночасно за київський клуб «Артур М'юзік» і ПФК «Динамо» (Москва). У тогорічному інтерв'ю пояснив важливість виступів у Росії тим, що її чемпіонат є одним з найсильніших у світі, дає практику протистояння з багатьма зірками світового пляжного футболу. Як гравець і тренер москвичів посів четверте місце в російському чемпіонаті і друге місце в розіграші кубку РФ.
У січні 2013 на запрошення зірки пляжного футболу і функціонера ФІФА Раміро Амареля зіграв у складі пляжної футбольної команди «Барселона» проти іншої зіркової команди «Мілан» в рамках відкриття кваліфікаційного турніру АФК — чемпіонату Азії. Програючи на початку матчу 0:2, «Барселона» здобула перемогу 6:2. Другим голкіпером «Барси» був українець Володимир Гладченко.
Пачев виступав за московське «Динамо» до 2016 року, коли цю команду було розформовано. З квітня 2016 року до жовтня 2017 року був гравцем ПФК «Спартак» (Москва).

## Освіта, особисте життя
Закінчив Чорноморське вище професійне училище морського транспорту (?), одеську Академію харчових технологій за спеціальністю «економіка», Київський національний університет фізичної культури та спорту за спеціальністю «футбольний тренер». Одружений.

### Відео
- Роман ПАЧЕВ: о детстве, карьере, "Динамо", "Сити" и мотивации. на YouTube (рос.)